# 61e bataillon de chars de combat
Pour les articles homonymes, voir 61e bataillon.
Le 61e bataillon de chars de combat (61e BCC), anciennement 61e bataillon de chars légers (61e BCL), est une unité blindée de l'Armée de terre française.
Créé en 1921 au Levant français, le 61e BCL est dissous l'année suivante. Le bataillon est remis sur pied en mai 1922 en Tunisie. Brièvement transformé en 521e régiment de chars de combat de 1926 à 1929, il est finalement dissous en 1940.

## Historique des garnisons et combats du61eBCC

### Au Levant
Le 61e bataillon de chars légers, équipé de chars Renault FT, est créé le 1er janvier 1921 à partir du 5e bataillon de chars légers, unité détachée du 502e régiment d'artillerie spéciale depuis 1920 et précédemment employée dans la guerre franco-syrienne. Ses trois compagnies de chars sont numérotées 10e, 20e et 30e et sont engagées dans les combats de Cilicie contre les Turcs, notamment dans le siège d'Aïntab.
La compagnie AS 303 du 501e régiment devient la 40e compagnie du 61e BCL. Chacune des compagnies est affectée à une des quatre divisions de l'armée du Levant (10e compagnie à la 1re division, etc.).
Le bataillon est finalement dissous début 1922.

### En Tunisie

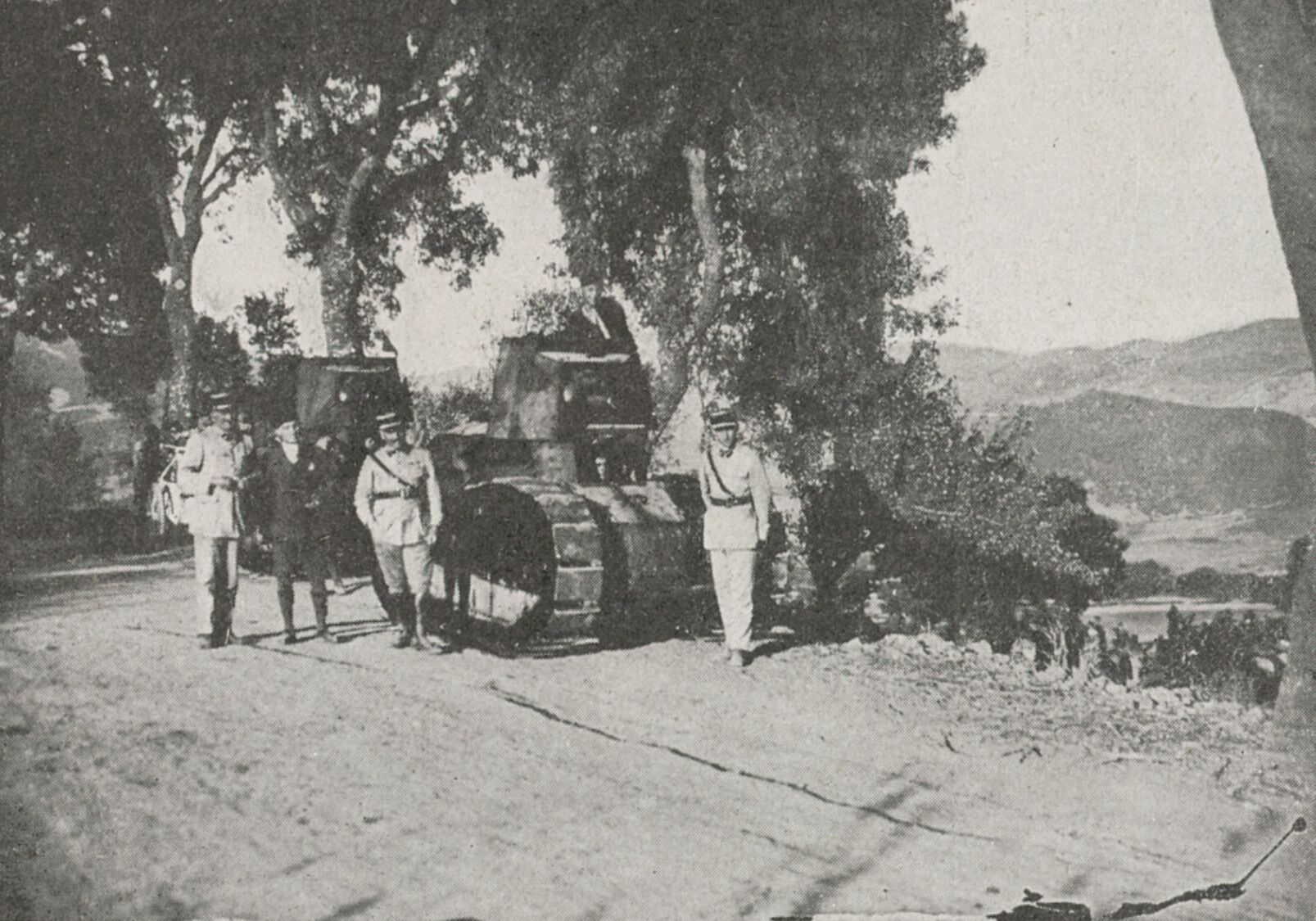
Chars FT du en septembre-octobre 1929.

Le 61e bataillon de chars légers est recréé en mai 1922 à Bizerte en Tunisie, toujours avec des chars FT. Il détache en août 1925 une compagnie au Maroc pendant la guerre du Rif, compagnie intégrée au 1er bataillon de chars du Maroc (devenu 517e régiment de chars de combat en novembre 1925).
Il sert le 1er janvier 1926 à constituer le 521e régiment de chars de combat,.
Ce dernier est à nouveau dissous en mai 1929 et divisé en deux bataillons de chars de combat, le 63e BCC (ex IIe bataillon du 521e RCC) au Levant et le 61e BCC (ex Ier bataillon) en Tunisie.
Le bataillon est rééquipé de 45 chars Renault D1 en mars 1938. Déployé pendant la Seconde Guerre mondiale sur la ligne Mareth (frontière entre la Libye et la Tunisie) mais non engagé au combat, il est dissous en octobre 1940.

## Insigne
L'insigne du bataillon est produit à partir de 1936 par l'entreprise Arthus Bertrand. La forme générale est celle d'un rectangle aux coins tronqués avec une bande d'argent portant l'inscription 61 BCC en vert. Dans la partie supérieure gauche, un croissant et une étoile symbolisent la Tunisie. Une silhouette de chars FT est figurée en bas à droite sur du sable d'or, surmonté d'un ciel azur (symbole du Sahara tunisien).